# Bretagne Classic Ouest-France 2017
81. edycja wyścigu kolarskiego Bretagne Classic Ouest-France (wcześniejsze edycje odbywały się pod nazwą GP Ouest-France) odbył się w dniu 27 sierpnia 2017 roku i liczył 241,7 km. Start i meta wyścigu znajdowały się w Plouay. Wyścig ten znajdował się w rankingu światowym UCI World Tour 2017. 

## Uczestnicy
Na starcie wyścigu stanęło 25 zawodowych ekip. Wśród nich znajdowało się osiemnaście ekip UCI World Tour 2017 oraz siedem innych zaproszonych przez organizatorów z tzw. "dziką kartą".
Lista drużyn uczestniczących w wyścigu:
| Numery  | Kod | Drużyna            |
| ------- | --- | ------------------ |
| 1-8     | ALM | Ag2r-La Mondiale   |
| 11-18   | CDT | Cannondale-Drapac  |
| 21-28   | FDJ | FDJ                |
| 31-38   | AST | Astana Pro Team    |
| 41-48   | TLJ | Team LottoNL-Jumbo |
| 51-58   | BMC | BMC Racing Team    |
| 61-68   | TBM | Bahrain-Merida     |
| 71-78   | BOH | Bora-Hansgrohe     |
| 81-88   | DDD | Dimension Data     |
| 91-98   | LTS | Lotto Soudal       |
| 101-108 | MOV | Movistar Team      |
| 111-118 | QST | Quick-Step Floors  |
| 121-128 | ORS | Orica-Scott        |

| Numery  | Kod | Drużyna                       |
| ------- | --- | ----------------------------- |
| 131-138 | DEN | Direct Énergie                |
| 141-148 | KAT | Team Katusha-Alpecin          |
| 151-158 | BRD | Bardiani CSF                  |
| 161-168 | SKY | Team Sky                      |
| 171-178 | UAD | UAE Team Emirates             |
| 181-188 | TFO | Fortuneo-Oscaro               |
| 191-198 | COF | Cofidis                       |
| 201-208 | SUN | Team Sunweb                   |
| 211-218 | TFS | Trek-Segafredo                |
| 221-228 | WIL | Wilier Triestina–Selle Italia |
| 231-238 | WGG | Wanty-Groupe Gobert           |
| 241-248 | DMP | Delko-Marseille Provence KTM  |

## Klasyfikacja generalna
| M-ce | Imię i nazwisko      | Kraj       | Drużyna              | Czas       |
| ---- | -------------------- | ---------- | -------------------- | ---------- |
| 1.   | Elia Viviani         | Włochy     | Team Sky             | 5h 51' 39" |
| 2.   | Alexander Kristoff   | Norwegia   | Team Katusha-Alpecin | + 0"       |
| 3.   | Sonny Colbrelli      | Włochy     | Bahrain-Merida       | + 0"       |
| 4.   | Sep Vanmarcke        | Belgia     | Cannondale-Drapac    | + 0"       |
| 5.   | Michael Matthews     | Australia  | Team Sunweb          | + 0"       |
| 6.   | Ruben Guerreiro      | Portugalia | Trek-Segafredo       | + 0"       |
| 7.   | Edvald Boasson Hagen | Norwegia   | Dimension Data       | + 0"       |
| 8.   | Nacer Bouhanni       | Francja    | Cofidis              | + 0"       |
| 9.   | Simone Consonni      | Włochy     | UAE Team Emirates    | + 0"       |
| 10.  | Greg Van Avermaet    | Belgia     | BMC Racing Team      | + 0"       |
|      |                      |            |                      |            |
| 47.  | Michał Gołaś         | Polska     | Team Sky             | + 13"      |
| 76.  | Maciej Bodnar        | Polska     | Bora-Hansgrohe       | + 1' 30"   |
| 103. | Michał Kwiatkowski   | Polska     | Team Sky             | + 6' 16"   |
| -    | Łukasz Wiśniowski    | Polska     | Team Sky             | DNF        |